# WLIW

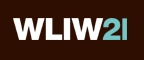
2005년부터 2009년까지 사용된 WLIW 로고

WLIW는 미국 뉴욕주 가든 시티 소재의 PBS 계열의 방송국이다. 채널 번호는 21번이며, 디지털 번호는 21.1번이다.

## 연혁
1969년 미국의 롱아일랜드 지역의 교육방송으로 개국했다. 1970년까지는 NET 소속이었다.